# José da Silva Viegas
José João da Silva Viegas, född 24 augusti 2003, är en östtimoresisk simmare.
da Silva Viegas slutade på 123:e plats på 50 meter frisim vid kortbane-VM 2018 i Hangzhou. Vid VM i simsport 2019 slutade han på 126:e plats på 50 meter frisim.
Vid olympiska sommarspelen 2020 i Tokyo slutade da Silva Viegas på 72:a plats på 50 meter frisim och blev utslagen i försöksheatet.